# 源經信
源經信（日语：／ Minamoto no Tsunenobu，長和5年（1016年） - 永長2年旧历閏1月6日（1097年2月20日））是日本平安時代后期的公卿、歌人。宇多源氏権中納言源道方第六子。官位为正二位大納言。亦称桂大納言。

## 生平
曾任三河権守、刑部少輔、左馬頭、少納言。康平3年（1062年）任右中辨，后任藏人頭。治历3年（1067年）以参議身份位列公卿。
治历4年（1068年）兼任伊予権守，治历5年（1069年）升従三位東宮権大夫，延久2年（1070年）兼大藏卿，延久3年（1071年）升正三位，延久4年（1072年）任左大辨，延久5年（1073年）兼播磨権守，延久6年（1074年）任皇后宮権大夫兼勘解由長官，承保2年（1075年）任権中納言，承保4年（1077年）升正二位，承暦5年（1081年）兼民部卿，永保3年（1083年）升権大納言兼皇后宮大夫。寛治5年（1091年）任大納言，寛治8年（1094年）任大宰権帥，承徳元年（1097年）于大宰府去世，享年82歳。

## 个人特征
博識多藝，擅长诗歌管弦，其才艺广博與藤原公任並稱。

### 三舟之才
承保3年（1076年），白河天皇曾经設詩、歌、管絃三船，選一時之才士，隨其所長分别乘之。三船已开到中流，經信猶未到达。經信至后，跪沙汀喚船回。后上管絃船，彈琵琶，獻詩歌，天皇欣然。因为經信擅长此三事，故不明言特指某船。此事与藤原公任相似，世人将二人并称赞美。

### 伐樹赏月
嘉保2年（1095年），源經信赴大宰府，路宿筑前筵田驛，正逢八月十五夜，驛邸有大槻樹蔽月。經信下令伐树，通宵彈琵琶朗吟。

### 和歌

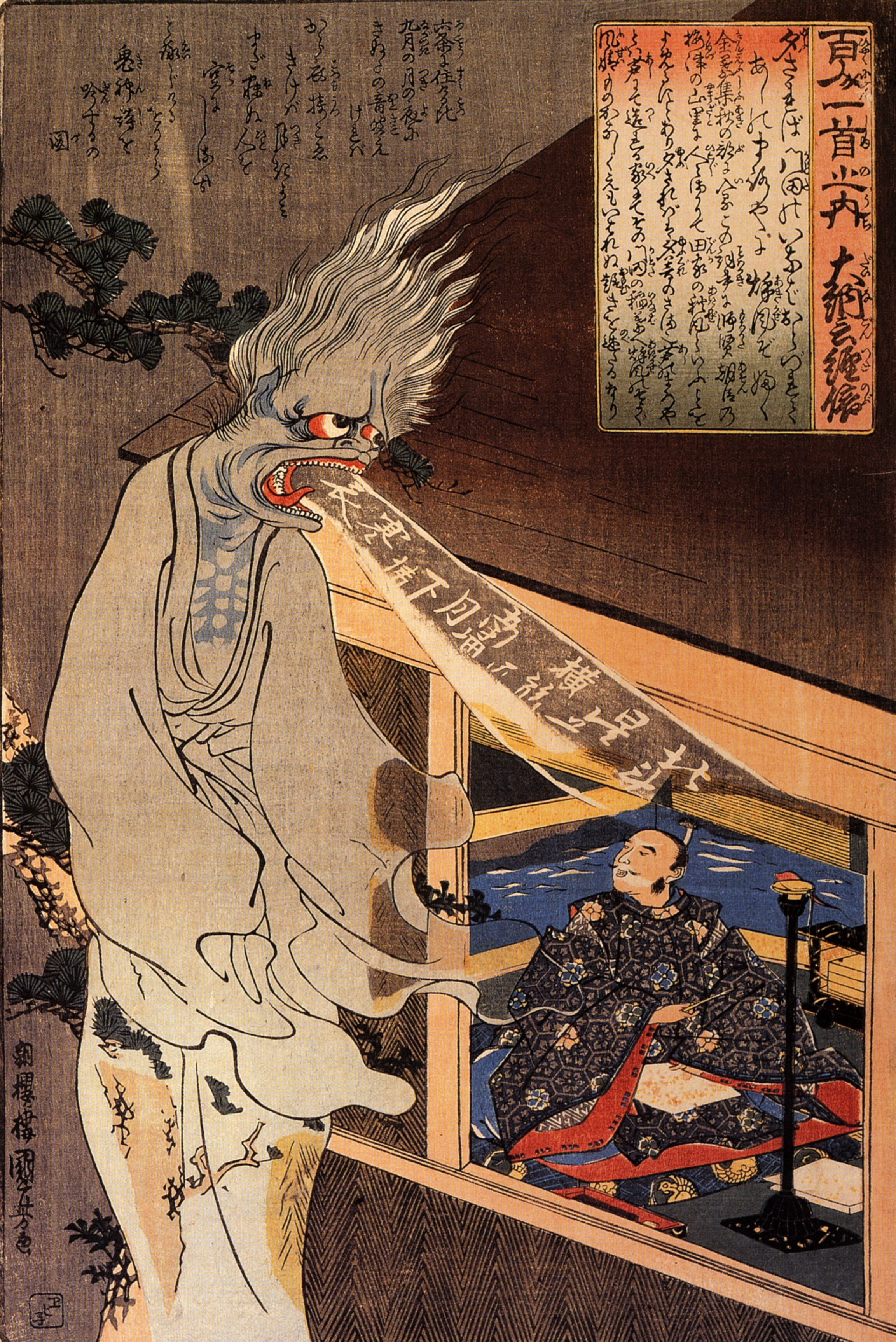
源经信与鬼（歌川国芳）

曾参加“祐子内親王家名所歌合”（1041年）等诸多歌合比赛。针对藤原通俊撰集《後拾遺和歌集》著有《後拾遺問答》《難後拾遺》等评论。
《後拾遺和歌集》（收录6首）以后的勅撰和歌集收录其87首。个人歌集为《経宣集》，日記有《帥記》。

## 系譜
- 父：源道方
- 母：源国盛之女
- 妻：源貞亮之女
  - 次男：源基纲（1050-1117）
  - 三男：源俊頼（1055-1129）
- 生母不詳
  - 子：源通時
  - 子：信證